# Lorenzo Caleppi
Lorenzo Caleppi (Cervia, 29 aprile 1741 – Rio de Janeiro, 10 gennaio 1817) è stato un cardinale e diplomatico italiano, al servizio dello Stato della Chiesa.

## Biografia
Figlio del conte Nicola Caleppi e di Luciana Salducci, frequentò il collegio gesuita dei nobili di Ravenna e si addottorò in utroque iure all'Università di Cesena il 3 gennaio 1767. Si recò quindi a Roma al servizio del futuro cardinale Giuseppe Garampi, che lo ordinò prete il 1º maggio 1772. Fu auditore di Garampi, nunzio apostolico dapprima in Polonia, quindi in Austria, fino al 1780: in quell'anno ebbe l'incarico di pronunciare l'orazione funebre per l'imperatrice Maria Teresa. Incaricato di gestire gli affari della Santa Sede nel 1782, quando Garampi lasciò Vienna per riaccompagnare papa Pio VI, giunto in visita, nel viaggio verso Roma, il 14 febbraio 1785, dopo l'elevazione di Garampi al cardinalato, venne nominato legato pontificio. In questo periodo gli vennero affidati numerosi incarichi diplomatici, in particolare a Napoli dal 1786 al 1788 per una revisione del Concordato; tuttavia per l'intransigenza sia del Caleppi che del segretario di Stato Domenico Caracciolo, le trattative non sfociarono in un accordo.
Nell'autunno del 1792 Pio VI gli affidò l'accoglienza degli ecclesiastici "refrattari", ossia emigrati dalla Francia rivoluzionaria, che Caleppi sistemò a Roma nelle case religiose. Nel 1795 fu nominato anche segretario della "Congregazione per gli affari ecclesiastici di Polonia", con l'incarico di affrontare i problemi della Chiesa dopo la terza spartizione della Polonia tra Russia, Prussia e Austria. Nel maggio 1796 fu a Firenze in missione diplomatica per negoziare con il Direttorio, e nel 1797, assieme al cardinale Alessandro Mattei, al duca Braschi e al marchese Massimo da parte pontificia, Napoleone Bonaparte e François Cacault da parte francese, firmò il Trattato di Tolentino. Quando Roma venne occupata dai Francesi fuggì a Napoli e in Sicilia, quindi fu a Venezia nel periodo in cui si svolgeva il conclave del 1799-1800, a cui tuttavia non partecipò.
Il 23 febbraio 1801 Caleppi fu nominato arcivescovo di Nisibi, in partibus infidelium. Fu consacrato solo il 15 novembre 1801, dopo il suo ritorno da Firenze; pochi giorni dopo, il 19 novembre, divenne assistente al soglio pontificio e il 23 dicembre 1801 fu nominato nunzio apostolico in Portogallo. Giunse a Lisbona nel maggio 1802; quando Napoleone invase il Portogallo nel 1808, fuggì in Brasile assieme alla famiglia reale dei Braganza, stabilendosi a Rio de Janeiro. Fu pertanto il primo nunzio a svolgere la sua attività in America latina, sebbene mantenesse il titolo di nunzio del Portogallo.
Pio VII lo elevò al rango di cardinale prete nel concistoro dell'8 marzo 1816, ma non ricevette mai la berretta e il titolo, poiché si trovava ancora in Brasile e morì solo dieci mesi dopo, il 10 gennaio 1817, all'età di 75 anni. Venne tumulato nella chiesa di San António di Rio de Janeiro, come aveva espressamente richiesto nel suo testamento.

## Genealogia episcopale e successione apostolica
La genealogia episcopale è:
- Cardinale Scipione Rebiba
- Cardinale Giulio Antonio Santori
- Cardinale Girolamo Bernerio, O.P.
- Arcivescovo Galeazzo Sanvitale
- Cardinale Ludovico Ludovisi
- Cardinale Luigi Caetani
- Cardinale Ulderico Carpegna
- Cardinale Paluzzo Paluzzi Altieri degli Albertoni
- Papa Benedetto XIII
- Papa Benedetto XIV
- Papa Clemente XIII
- Cardinale Enrico Benedetto Stuart
- Cardinale Lorenzo Caleppi

La successione apostolica è:
- Vescovo Joaquim Maria Mascarenhas Castello Branco (1803)
- Vescovo Vicente Alexandre de Tovar (1803)
- Arcivescovo Francisco de São Damazo Abreu Vieira, O.F.M.Obs. (1805)
- Vescovo Vasco José a Domina Nostra de Bona Morte Lobo, C.R.S.A. (1806)